# Joachim Boldsen
Joachim Boldsen (Helsingør, 30. travnja 1978.) je rukometaš reprezentacije Danske i danskog, rukometnog kluba AaB Håndbold. Igra na poziciji lijevog i srednjeg vanjskog .
Za dansku je prvi put zaigrao 23. kolovoza 1998. godine.
Svoj nadimak traktor je dobio radi svoj tjelesnog izgleda (1,87 m i 103 kg).
Otac Joachima Boldsena, Steen Boldsen, je također bio rukometaš i odigrao je 5 utakmica za dansku rukometnu reprezentaciju. 

## Dosadašnji klubovi
- Helsingør IF (1983-1997.)
- GOG Gudme (1997. – 1999.)
- TV Großwallstadt  (1999. – 2001.)
- Ajax Farum (2001. – 2001.)
- SG Flensburg-Handewitt (2001. – 2007.)
- AaB Håndbold (2007.-)

## Uspjesi
- Europski prvak 2008.
- Bronca na Svjetskom prvenstvu 2007.
- Bronca na Europskom prvenstvu 2002., 2004. i 2006.
- Finalist Europske lige prvaka 2004. i 2007.
- Prvak Njemačke 2004.
- Pobjednik Njemačkog kupa 2003., 2004. i 2005.
- Finalist Europske lige prvaka 2004. i 2007.
- Kup gradova 2000.
- Prvak Danske i pobjednik danskog kupa 1998.
- Zlato na juniorskom svjetskom prvenstvu 1997.
- Zlato na juniorskom europskom prvenstvu 1996.

## Vanjske poveznice
- Joachim Boldsen na stranicama AaB Håndbold [neaktivna poveznica]